# Buffalo Bills 2013
La stagione 2013 dei Buffalo Bills è stata la 44ª della franchigia nella National Football League, la 54ª incluse quelle nell'American Football League. Nella prima stagione sotto la direzione del capo-allenatore Doug Marrone la squadra ebbe un record di 6 vittorie e 10 sconfitte, piazzandosi quarta nella AFC East e mancando i playoff per il quattordicesimo anno consecutivo. La squadra iniziò la stagione con un nuovo quarterback titolare,la scelta del primo giro EJ Manuel, dopo che il precedente titolare Ryan Fitzpatrick rifiutò una decurtazione salariale, venendo conseguentemente svincolato.

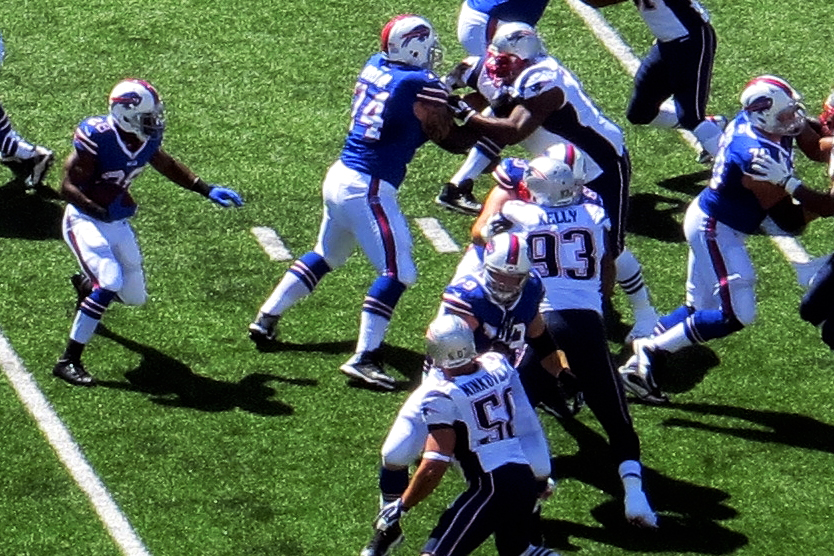
La partita contro i Patriots dell'8 settembre 2013

## Roster
| Roster dei Buffalo Bills nel 2013 |
| --- |
| Quarterback - 9 Thaddeus Lewis - 3 EJ Manuel - 7 Jeff Tuel Running Back - 22 Fred Jacksonl - 28 C.J. Spiller - 38 Frank Summers FB - 42 Ronnie Wingo Wide Receiver - 88 Marquise Goodwin - 11 T.J. Graham - 15 Chris Hogan - 13 Stevie Johnson - 14 Cordell Roberson - 10 Robert Woods Tight End - 84 Scott Chandler - 89 Chris Gragg - 48 Evan Rodriguez - 82 Tony Moeaki - 85 Lee Smith Offensive Linemen - 62 Mark Asper G - 77 Cordy Glenn T - 59 Doug Legursky G - 73 Antoine McClain G - 79 Erik Pears T - 64 Joe Unga G - 60 Kraig Urbik G - 66 Thomas Welch T - 70 Eric Wood C Defensive Linemen - 90 Alan Branch DE - 97 Corbin Bryant DT - 96 Stefan Charles DT - 99 Marcell Dareus DT - 55 Jerry Hughes DE - 95 Kyle Williams DT - 94 Mario Williams DE Linebacker - 50 Kiko Alonso MLB - 53 Nigel Bradham OLB - 91 Manny Lawson OLB - 52 Arthur Moats MLB - 57 Ty Powell OLB Defensive Back - 33 Ron Brooks CB - 31 Jairus Byrd FS - 24 Stephon Gilmore CB - 35 Jim Leonhard SS - 21 Leodis McKelvin CB - 37 Nickell Robey CB - 36 Jonathan Meeks SS - 25 Da'Norris Searcy FS - 44 Brandon Smith CB - 27 Duke Williams FS Special Team - 2 Dan Carpenter K - 8 Brian Moorman P - 65 Garrison Sanborn LS Lista delle riserve - 80 Mike Caussin TE (IR) - 92 Alex Carrington DE (IR) - 18 Kevin Elliott WR (IR) - 75 Chris Hairston OT (NF-Ill.) - 5 Dustin Hopkins K (IR) - 4 Kevin Kolb QB (IR) - 23 Aaron Williams SS (IR) Squadra di allenamento - 30 Mario Butler CB - 72 Edawn Coughman OT - 6 Dennis Dixon QB - 98 Ikponmwosa Igbinosun DE - 63 Jamaal Johnson-Webb T - 17 Brandon Kaufman WR - 56 Jacquies Smith OLB |
| Legenda - I rookie sono in corsivo. - Il primo ruolo è il principale mentre gli eventuali successivi indicano i ruoli secondari. - (IR) sta per Injured Reserve ed indica la lista ristretta per un solo giocatore infortunato che può tornare ad allenarsi dopo la settimana 6 e a rientrare in prima squadra dopo che questa ha giocato 8 partite. - (NF-Inj.) / (NF-Ill.) stanno rispettivamente per Non-Football Injured e Non-Football Illness ed indicano le liste dove viene inserito un giocatore che ha un infortunio o una malattia non dipendente dal football americano. - (PUP) sta per Physically Unable to Perform ed indica la lista dove viene inserito un giocatore mentre è in attesa di recuperare la condizione fisica. Nella stagione regolare dopo la sesta partita giocata dalla propria squadra, il giocatore ha tempo tre settimane per riprendere ad allenarsi, più tre settimane aggiuntive dal suo rientro agli allenamenti per rientrare in prima squadra. |

Fonte:

## Calendario
| Stagione regolare |                    |                         |                    |                    |                         |                    |
| Turno             | Data               | Avversario              | Risultato          | Record             | Stadio                  | Sintesi            |
| 1                 | 8 settembre        | New England Patriots    | S 21–23            | 0–1                | Ralph Wilson Stadium    | Recap              |
| 2                 | 15 settembre       | Carolina Panthers       | V 24–23            | 1–1                | Ralph Wilson Stadium    | Recap              |
| 3                 | 22 settembre       | at New York Jets        | S 20–27            | 1–2                | MetLife Stadium         | Recap              |
| 4                 | 29 settembre       | Baltimore Ravens        | V 23–20            | 2–2                | Ralph Wilson Stadium    | Recap              |
| 5                 | 3 ottobre          | at Cleveland Browns     | S 24–37            | 2–3                | FirstEnergy Stadium     | Recap              |
| 6                 | 13 ottobre         | Cincinnati Bengals      | S 24–27 (DTS)      | 2–4                | Ralph Wilson Stadium    | Recap              |
| 7                 | 20 ottobre         | at Miami Dolphins       | V 23–21            | 3–4                | Sun Life Stadium        | Recap              |
| 8                 | 27 ottobre         | at New Orleans Saints   | S 17–35            | 3–5                | Mercedes-Benz Superdome | Recap              |
| 9                 | 3 novembre         | Kansas City Chiefs      | S 13–23            | 3–6                | Ralph Wilson Stadium    | Recap              |
| 10                | 10 novembre        | at Pittsburgh Steelers  | S 10–23            | 3–7                | Heinz Field             | Recap              |
| 11                | 17 novembre        | New York Jets           | V 37–14            | 4–7                | Ralph Wilson Stadium    | Recap              |
| 12                | Settimana di pausa | Settimana di pausa      | Settimana di pausa | Settimana di pausa | Settimana di pausa      | Settimana di pausa |
| 13                | December 1         | Atlanta Falcons         | S 31–34 (DTS)      | 4–8                | Rogers Centre (Toronto) | Recap              |
| 14                | 8 dicembre         | at Tampa Bay Buccaneers | S 6–27             | 4–9                | Raymond James Stadium   | Recap              |
| 15                | 15 dicembre        | at Jacksonville Jaguars | V 27–20            | 5–9                | EverBank Field          | Recap              |
| 16                | 22 dicembre        | Miami Dolphins          | V 19–0             | 6–9                | Ralph Wilson Stadium    | Recap              |
| 17                | 29 dicembre        | at New England Patriots | S 20–34            | 6–10               | Gillette Stadium        | Recap              |

Nota: gli avversari della propria division sono in grassetto.
 #  Indica che la gara è parte delle Bills Toronto Series.

## Classifiche
| AFC East                 |    |    |   |      |     |      |     |     |     |
|                          | V  | S  | P | %    | DIV | CONF | PF  | PS  | STR |
| (2) New England Patriots | 12 | 4  | 0 | .750 | 4–2 | 9–3  | 444 | 338 | V2  |
| New York Jets            | 8  | 8  | 0 | .500 | 3–3 | 5–7  | 290 | 387 | V2  |
| Miami Dolphins           | 8  | 8  | 0 | .500 | 2–4 | 7–5  | 317 | 335 | S2  |
| Buffalo Bills            | 6  | 10 | 0 | .375 | 3–3 | 5–7  | 339 | 388 | S1  |